# Chicago Tribune
Il Chicago Tribune è un quotidiano statunitense edito a Chicago, di proprietà di Tribune Company.
Autoproclamatosi "World's Greatest Newspaper" (da cui il nome di radio e televisione, WGN), il Chicago Tribune è il giornale principale dell'area metropolitana di Chicago e del Midwest degli Stati Uniti e l'ottavo quotidiano statunitense per diffusione. Tradizionalmente pubblicato nel formato broadsheet, il 13 gennaio 2009 il Tribune ha annunciato la decisione di affiancare all'edizione broadsheet un'edizione in formato tabloid, intesa per il consumo non domestico.
Il 2 aprile 2007, il Tribune annunciò un piano di vendita in blocco. Fu associato ad un pacchetto azionario del valore di 34 dollari per azione e ad un Employees Stock Ownership Plan. Divenne presidente Sam Zell, un magnate nel campo dei beni immobili. Come parte del progetto furono venduti anche i Chicago Cubs e il loro stadio, Wrigley Field, come la parte di Comcast SportsNet Chicago appartenente al Tribune. L'8 dicembre 2008 la compagnia fu messa sotto regime di amministrazione controllata.

## Storia

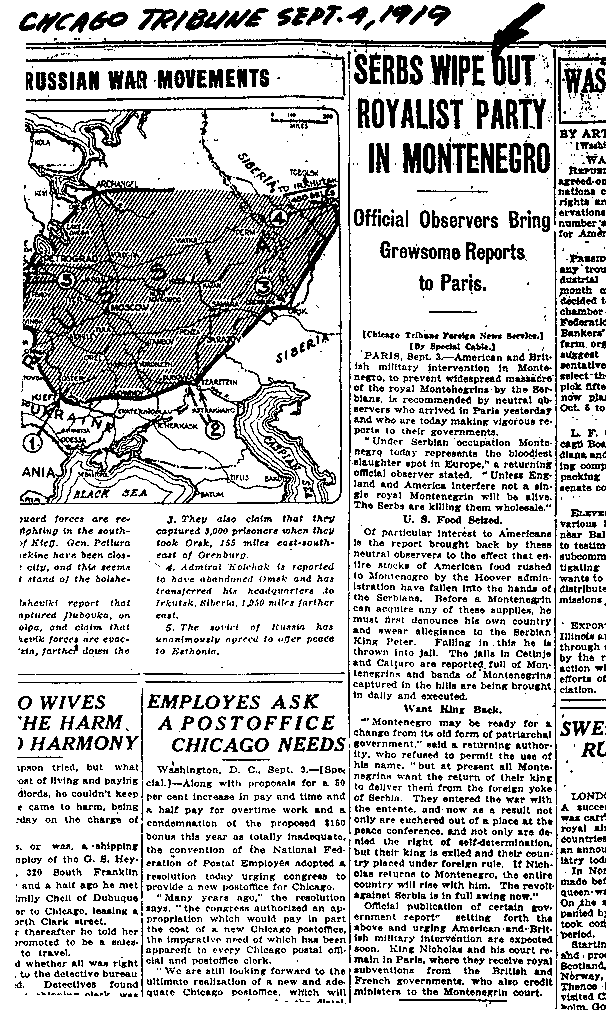
Il Tribune nel 1919

Il Tribune fu fondato il 10 giugno 1847 da James Kelly, John E. Wheeler e Joseph K.C. Forrest. Nei primi otto anni di storia il giornale andò incontro a numerosi cambi di proprietà. Inizialmente non si trattava di un giornale politicamente schierato, benché avesse la tendenza a sostenere i Whig o il Free Soil e a screditare i Democrats in periodo di elezioni. Alla fine del 1853 sul Tribune cominciarono ad apparire una serie di editoriale a carattere xenofobo che criticavano fortemente gli immigrati e la Chiesa cattolica. In questo periodo divenne anche un grande sostenitore del Temperance movement. Per quanto nativisti potessero essere i suoi editoriali fu solo il 10 febbraio 1855 che il Tribune si unì formalmente ai nativisti americani, o Know-Nothing movement, il cui candidato sindaco, Levi Boone, divenne sindaco di Chicago il mese successivo.
Dal 1854, il Capitano J. D. Webster, più tardi Generale Webster e capo di stato maggiore nella Battaglia di Shiloh e il Dottor C. H. Ray di Galena (Illinois) convinsero Joseph Medill, in forza al Leader di Cleveland a diventare capo-redattore. Ray divenne editore in capo, Medill il caporedattore e Alfred Cowles, Sr., fratello di Edwin Cowles, almeno inizialmente ebbe il ruolo di bookkeeper. I tre acquistarono ognuno un terzo del Tribune. Sotto la loro proprietà il Tribune si distaccò dalle idee dei Know Nothings e divenne il principale organo di stampa repubblicano di Chicago. Il quotidiano continuò comunque a stampare editoriale anti-cattolici e anti-irlandesi. Il Tribune assorbì i tre giornali principali di Chicago: il Free West nel 1855, il Democratic Press nel 1858 e il Chicago Democrat nel 1861. L'editore del Democrat, John Wentworth, lasciò il suo incarico di editore per candidarsi come sindaco di Chicago. Tra il 1858 e il 1860, il quotidiano ebbe come titolo Chicago Press & Tribune. Dopo il novembre 1860 divenne Chicago Daily Tribune. Prima e dopo la Guerra civile americana, i nuovi editori spinsero fortemente le idee abolizioniste, dando il loro supporto ad Abramo Lincoln, che Medill aiutò nella sua corsa alla presidenza nel 1860. Il quotidiano rimase apertamente schierato sul fronte repubblicano anche negli anni successivi.

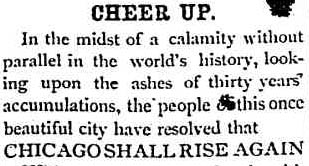
L'editoriale della prima edizione del Chicago Tribune stampata dopo il Grande incendio di Chicago

Nel 1861 il Tribune pubblicò delle nuove liriche per la canzone "John Brown's Body" di William W. Patton, mettendosi in competizione con The Battle Hymn of the Republic, pubblicato due mesi più tardi da Julia Ward Howe. Medill fu sindaco di Chicago per un unico mandato dopo il Grande incendio di Chicago del 1871.

### Strisce comiche e investimenti
Nel ventesimo secolo, nel periodo in cui editore era il colonnello Robert R. McCormick, il quotidiano fu fortemente isolazionista e fu molto attivo nella copertura di notizie politiche e di tendenze sociali, tanto da autodefinirsi "The American Paper for Americans", ponendosi contro i democratici e il New Deal, parlando in modo sdegnoso di inglesi e francesi ed utilizzando toni entusiastici nei confronti di Chiang Kai-shek e del senatore Joseph McCarthy.
Quando McCormick divenne coeditore (con il cugino Joseph Patterson) nel 1910, il Tribune era il terzo quotidiano per numero di vendite a Chicago, con una tiratura di sole 188 000 copie. I due inserirono nel quotidiano nuove rubriche come la colonna delle inserzioni e strisce comiche come Little Orphan Annie e Moon Mullins, poi mutate in "crociate", che videro il loro primo successo arrivare dall'espulsione dal senato del capo dei repubblicani dell'Illinois, il senatore William Loring. Nello stesso periodo, il Tribune si mise in competizione con il quotidiano di Hearst, il Chicago Examiner, in una lotta per la diffusione. Dal 1914, i cugini riuscirono a cacciare il Managing Editor William Keeley. Nel 1918, l'Examiner fu costretto a fondersi con il Chicago Herald.
Nel 1920, Patterson lasciò la poltrona di editore del Tribune, per occuparsi del proprio quotidiano, il New York Daily News. In una nuova lotta con l'Herald-Examiner, McCormick e Hearst indissero nel 1922 due lotterie rivali.  Il Tribune vinse la sfida, aggiungendo alle sue file 250,000. Durante il periodo McCormick, il Tribune si distinse nel modified spelling (per esempio sostituendo "although" con "altho").
McCormick, vigoroso sostenitore del partito repubblicano, morì nel 1955, quattro giorni prima dell'elezione di Richard J. Daley, leader democratico, come sindaco di Chicago.
Uno dei maggiori scoop nella storia del Tribune fu la pubblicazione del testo del trattato di Versailles nel giugno 1919. Un altro fu l'aver rivelato i piani militari degli Stati Uniti il giorno precedente l'attacco a Pearl Harbor. Il 7 giugno 1942 la pagina principale del Tribune annunciò che l'America aveva violato il codice PURPLE o Magic, codice militare segreto giapponese.
Il quotidiano è noto anche per un clamoroso errore avvenuto nelle elezioni presidenziali del 1948. Molti dei componenti dello staff del quotidiano erano in sciopero e la confusione venutasi a creare portò il quotidiano a credere che il candidato repubblicano Thomas Dewey avesse vinto le elezioni. L'edizione del quotidiano del giorno seguente titolava "Dewey Defeats Truman". L'accaduto fece finire il quotidiano del giorno nell'elenco degli oggetti da collezionista, quando il reale vincitore delle elezioni, Harry S. Truman, si fece fotografare con il giornale in mano.
Il leggendario direttore sportivo del Tribune, Arch Ward, fu l'inventore del Major League Baseball All-Star Game nel 1933, come parte integrante dell'esposizione cittadina Century of Progress.
La reputazione di innovatore del Tribune è dovuta anche al suo interesse nei confronti della radiofonia. Il tribune comprò una vecchia stazione, la WDAP, nel 1924 e la rinominò WGN, ovvero "World's Greatest Newspaper." WGN Television fu lanciata il 5 aprile del 1948. Queste stazioni rimasero proprietà del Tribune fino ai giorni nostri e rappresentano uno dei primi tentativi di unione di un quotidiano e di una stazione di broadcasting. Più tardi, il quotidiano gemello del Tribune, il New York Daily News, creò la radio e televisione WPIX.

### Post-McCormick

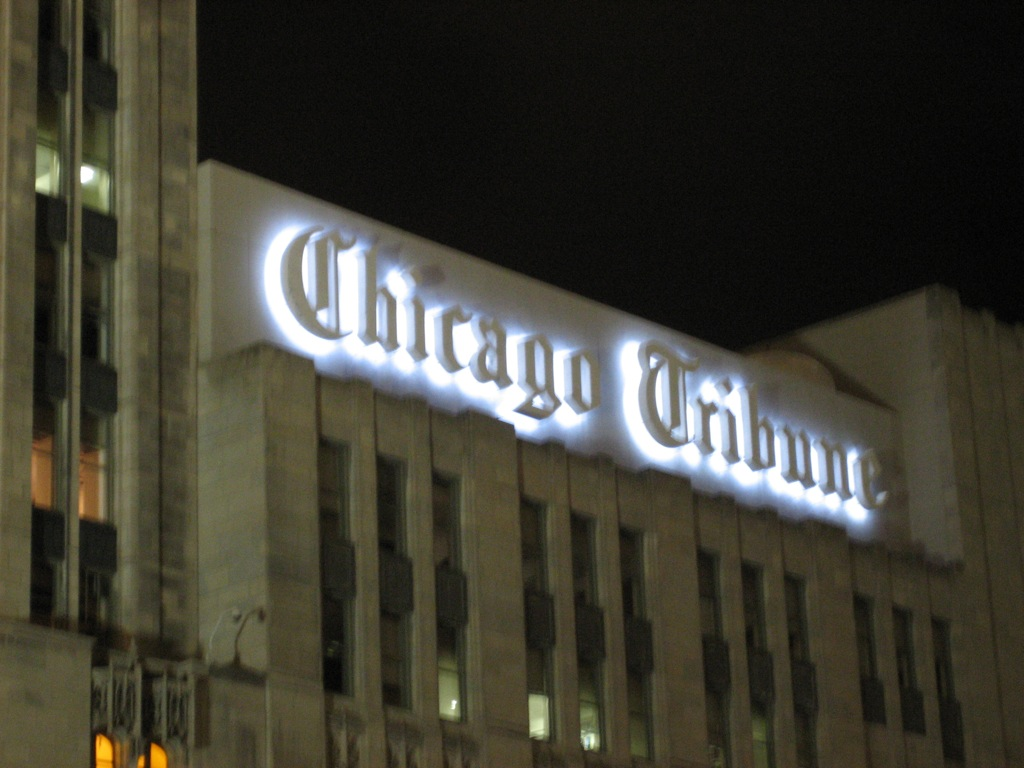
Facciata del palazzo del Chicago Tribune

Nel 1969, sotto la guida di Harold Grumhaus e dell'editore Clayton Kirkpatrick, l'appoggio dato in passato dal Tribune ai conservatori divenne storia. Nonostante il mantenimento di una prospettiva repubblicana e conservatrice negli editoriali, il Tribune cominciò a pubblicare articoli che rispecchiassero un più largo spettro di opinioni, eliminando dagli articoli di cronaca il punto di vista fortemente conservatore che avevano avuto nel periodo McCormick.
A fine 1974, il Tribune pubblicò il testo completo (264.000 parole) delle registrazioni del Watergate, in un supplemento di 44 pagine che anticipò di almeno 24 ore la trascrizione ufficiale del Government Printing Office della Casa Bianca.
Una settimana più tardi, dopo avere studiato le trascrizioni, l'editoriale del quotidiano osservò che "l'alta dedicazione ai principe che gli americani hanno il diritto di aspettarsi dal presidente non si può evincere dalle trascrizione delle registrazioni". Gli editori del Tribune arrivarono alla conclusione che "nessuna persona sana di mente poteva leggere [le trascrizioni] e continuare a ritenere che Mr. Nixon avesse onorato gli standard di dignità richiesti ad un presidente" e chiesero le dimissioni del presidente Nixon. La posizione assunta dal Tribune rifletteva perfettamente il cambio di rotta dal conservatorismo precedente e costituiva un problema per le speranze di sopravvivenza di Nixon alla Casa Bianca. Il perduto appoggio da parte del tribune rappresentava per la Casa Bianca la perdita di un sostenitore storico e il crollo delle speranze di Nixon di archiviare lo scandalo.
Nel 1997 il Tribune pubblicò una colonna molto popolare, curata da Mary Schmich, dal titolo "Advice, like youth, probably just wasted on the young", conosciuta anche come Wear Sunscreen o the Sunscreen Speech.
Nonostante nel periodo McCormick, il Tribune avesse rifiutato per anni di partecipare al Premio Pulitzer, vinse negli anni 24 premi, tra cui molte onorificenze per gli editoriali.
Il Tribune divenne in seguito leader nel settore dell'informazione via internet, acquistando a fine anni novanta il 10 per cento di America Online e lanciando in seguito siti come  chicagotribune.com. (1995),  metromix.com. (1996), e  ChicagoSports.com. (1999). Nel 2002 lanciò un tabloid dedicato ad una fascia d'età tra i 18 e i 34 anni, intitolato RedEye.
A luglio 2008, Ann Marie Lipinski, editrice per sette anni consecutivi, annunciò le sue dimissioni. Il suo posto fu preso da Gerould W. Kern.

## Politica editoriale

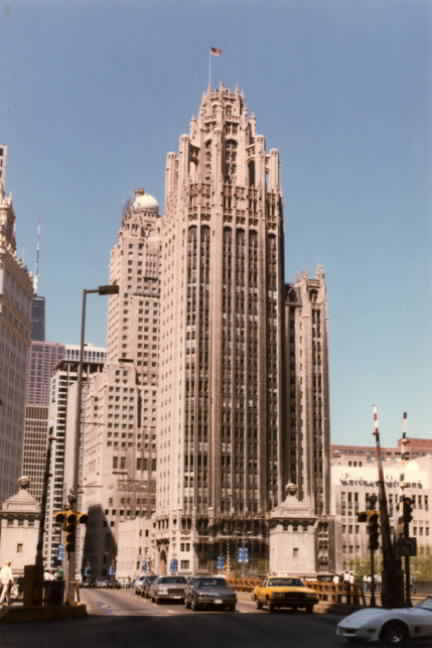
Tribune Tower, progetto di Hood & Howells, 1925

In una  dichiarazione dei principi. URL consultato il 15 novembre 2017 (archiviato dall'url originale il 7 febbraio 2009). pubblicata nel 2007 sul Tribune sia a mezzo stampa che online, la filosofia del quotidiano è così descritta:
Il Chicago Tribune crede nei tradizionali principi del limited government; massima responsabilità individuale; minime restrizioni alla libertà personale e all'intraprendenza del singolo. Crede nel mercato libero, nella libertà d'espressione e nel libero arbitrio. Questi principi, tradizionalmente conservatori, sono da intendersi come linee guida e non come dogmi inderogabili.
Il Tribune porta nel dibattito pubblico una sensibilità tipica della gente del Midwest. È sospettoso nei confronti delle idee non sperimentate.
Il Tribune da grande enfasi all'integrità del governo e delle istituzioni private che giocano un ruolo significativo nella società. Il quotidiano fa questo nella convinzione che la gente non possa consentire di essere governata da leader che non conoscono e nei quali non ripongono la loro fiducia. Il Tribune è favorevole alla diversità dei popoli e a questo prospettiva all'interno della comunità. È dedicato al futuro della regione di Chicago.
Il Tribune è economicamente conservatore, scettico nei confronti dell'accrescimento del e dello stipendio minimo e entitlement spending. Sebbene il Tribune abbia criticato l'amministrazione Bush per quanto riguarda le decisioni prese sulle libertà civili, l'ambiente e vari aspetti di politica, supporta ancora la sua presidenza, richiamando invece al dovere i Democratici, come il governatore dell'Illinois Rod Blagojevich e chiedendo la loro rimozione dalle cariche pubbliche.
Nel 2004, il Tribune supportò la campagna per la rielezione di George W. Bush, una decisione in linea con lo storico supporto dato dal giornale al partito Repubblicano. Il 17 ottobre 2008, il giornale si schierò a favore del candidato democratico alla Casa Bianca, Barack Obama, facendo la storia del quotidiano e abbracciando per la prima volta nei suoi 161 anni di storia la causa di un candidato non repubblicano.
Il Tribune in precedenza ha spalleggiato anche candidati indipendenti. Nel 1872 supportò Horace Greeley, un editore vicino al partito Repubblicano, e nel 1912 sposò la causa di Theodore Roosevelt, in corsa con il Progressive Party contro il presidente repubblicano William Howard Taft.
Nel corso degli anni, il Tribune ha appoggiato candidati democratici in corsa per posti di minore importanza, ne è un esempio il recente appoggio dato a Bill Foster, a Barack Obama come Senatore e alla democratica Melissa Bean, che sconfisse Philip Crane, il più anziano repubblicano in forza alla House of Representatives. Nonostante nel 1998 il Tribune abbia sostenuto George Ryan, nella corsa per il governatorato dell'Illinois, dopo una serie di indagini lo stesso quotidiano fece emergere uno scandalo relativo ai suoi anni da Segretario di Stato. Ryan rifiutò di presentarsi nuovamente nel 2002 e fu di conseguenza indagato ed incarcerato come conseguenza di quanto emerso dalle indagini.

## Tribune Company
Il Chicago Tribune è una delle proprietà principali della Tribune Company, che comprende svariati quotidiani, riviste e stazioni televisive statunitensi. Nella sola Chicago sono di proprietà della Tribune le stazioni radiofoniche  WGN. (720 AM), la stazione televisiva WGN-TV (Channel 9) e la rivista Chicago Magazine. La Tribune Company è anche proprietaria del Los Angeles Times - la maggiore proprietà della Tribune Company - e della squadra di baseball dei Chicago Cubs.
La Tribune Company fu proprietaria del The New York Daily News dalla sua nascita, nel 1919 al 1991, anno in cui divenne proprietario Robert Maxwell. I fondatori del News, il capitano Joseph Patterson e il colonnello McCormick, erano entrambi discendenti di Medill. La Tribune Company cedette nel 2008 il Newsday, quotidiano di Long Island.
Dal 1925, il Chicago Tribune ha la sua sede nella Tribune Tower di North Michigan Avenue, sulla Magnificent Mile. L'edificio è un palazzo in stile neogotico, il cui progetto fu scelto tra quelli che avevano risposto ad una competizione internazionale indetta dal Tribune.
Il 25 giugno 2008 la Tribune Company annunciò di aver autorizzato una compagnia di beni immobili a cercare offerte per la vendita della Tribune Tower a Chicago e del Times Building a Los Angeles.

### Titolari di rubriche
| - Steve Chapman - Mike Downey - John Kass - Clarence Page - Dawn Turner Trice - Phil Rosenthal - Rick Morrissey - Mary Schmich - Eric Zorn | - Ring Lardner—deceduto - Ann Landers (pseudonimo di Eppie Lederer) -- deceduta - Mike Royko—deceduto - Arch Ward—deceduto - David Condon—deceduto - Bob Greene - Bob Verdi - Skip Bayless - Terry Armour—deceduto - Charles Madigan - Gene Siskel—deceduto |

## 2008: la nuova veste grafica
L'adozione della nuova veste grafica, a partire da settembre 2008 (discussa  qui. URL consultato il 15 febbraio 2018 (archiviato dall'url originale il 1º febbraio 2009). sul sito web del Tribune) fu largamente dibattuta e in molti casi lasciò l'impressione di essere solo un'operazione commerciale, dettata dalla necessità di abbattere i costi di produzione del quotidiano.

## Chapter 11 bankruptcy protection
Dopo una perdita di 124 milioni di dollari, la Tribune Company richiese di avvalersi del Chapter 11 bankruptcy protection, l'equivalente dell'amministrazione controllata prevista dalla legge italiana l'8 dicembre del 2008. La compagnia fu sottoposta alla giurisdizione della U.S. Bankruptcy Court del Distretto del Delaware, accusando un debito di 13 miliardi di dollari a fronte di un valore stimato di 7.6 miliardi di dollari.
Come parte del piano di bancarotta, il proprietario Sam Zell cedette la proprietà dei Cubs, per ridurre il debito. Questa cessione fu poi collegata alle accuse di corruzione che portarono all'arresto del governatore dell'Illinois Rod Blagojevich. Nello specifico, il governatore fu accusato di servirsi dei problemi finanziari di alcuni quotidiani per ottenere il licenziamento di alcuni editori.